# Zofia Szromba-Rysowa
Zofia Szromba-Rysowa (ur. 13 stycznia 1934, zm. 4 maja 2022 w Krakowie) – etnolog i antropolog kulturowy, dr hab. nauk humanistycznych.

## Życiorys
Ukończyła studia etnologiczne na Uniwersytecie Jagiellońskim w Krakowie. W 1956 rozpoczęła pracę w Zakładzie Etnografii Instytutu Historii Kultury Materialnej PAN. W 1991 uzyskała stopień doktora habilitowanego na podstawie rozprawy Przy wspólnym stole. Z obyczajowości współczesnej wsi karpackiej. W latach 1983–1987 kierowała Pracownią Etnografii PAN, współpracując z Katedrą Etnografii Słowian UJ. Pracowała na stanowisku docenta. W 2004 przeszła na emeryturę. W latach 2003–2007 kierowała Komisją Etnograficzną Polskiej Akademii Umiejętności, była członkiem Międzynarodowej Komisji do Badania Kultury Ludowej Karpat.
W latach 1958-1962 była sekretarzem naukowym pisma Etnografia Polska, zasiadała także w redakcji Biblioteki Etnografii Polskiej. Jej zainteresowania naukowe obejmowały kwestie pożywienia ludności chłopskiej i jej zwyczaje żywieniowe, a także dzieje kultury chłopskiej na Śląsku. 
Zmarła 4 maja 2022 w Krakowie. Pochowana 18 maja 2022 na cmentarzu Rakowickim w Krakowie (kw. XXXII, rząd płd, miejsce 9).

## Wybrane publikacje
Prace zwarte 
- 1969: Proletariat rolny w społeczności wiejskiej: na przykładzie wsi Dzierżysławice w powiecie Prudnik
- 1978: Pożywienie ludności wiejskiej na Śląsku
- 1988: Przy wspólnym stole: z obyczajowości współczesnej wsi karpackiej